# Cosmosoma flavicinctata
Cosmosoma flavicinctata là một loài bướm đêm thuộc phân họ Arctiinae, họ Erebidae.